# سیارک ۲۳۵۷
سیارک ۲۳۵۷ (به انگلیسی: 2357 Phereclos، نامگذاری:1981AC) دو هزار و سیصد و پنجاه و هفتمین سیارک کشف شده‌است که در ۱ ژانویه ۱۹۸۱ کشف شد.
قدر مطلق سیارک برابر ۸٫۹۴ است.